# Anne-Marie Krug-Basse
Pour l’article homonyme, voir Krug.
Anne-Marie Krug-Basse, née le 24 mars 1923 à Saint-Denis en France et morte le 3 décembre 2022 dans le 7e arrondissement de Paris, est une déportée-résistante française.

## Biographie

### Famille
Fille de Jean Krug-Basse, et de Marie-Anna Dumur de Casanova, Anne-Marie a un petit frère, Pierre (1928), et une petite sœur Odile (1930). Toute la famille est impliquée dans la résistance.

### Résistance
En 1943, elle s'engage comme Agent P2, volontaire 24 heures sur 24, dans le réseau FFC Action. Elle participait à l'organisation et à la coordination des opérations clandestines de parachutages, d'hommes, d'armes et de matériel nécessaire à la mise en place d'une armée secrète en France.
Elle est arrêtée le 20 mars 1944 par la Gestapo, elle est torturée pendant plus d'une semaine par le supplice de la baignoire, sans livrer le moindre renseignement. Après l'internement à la prison de Fresnes, elle est déportée à Ravensbruck par le convoi I.212 et reçoit le matricule 39 060, puis est transférée à Zwodau en Bohême. Elle est libérée par les troupes américaines le 7 mai 1945.
À l'occasion de sa nomination au grade de chevalier de la Légion d'honneur le 7 juillet 1946, le texte de la citation publié au Journal officiel résume dans les termes suivants ses services militaires pendant la guerre :[réf. nécessaire]
« Ardente patriote, s'est distinguée comme secrétaire du Bureau des opérations aériennes, dévouée sans réserve pendant plus de 8 mois à la cause française. Payant de sa personne en toutes circonstances, elle a effectué de nombreuses liaisons et a participé à des opérations de parachutage. A fait preuve dans l'accomplissement de chacune de ses missions d'autant de dévouement que d'intelligence. Arrêtée par la Gestapo (avec plusieurs de ses camarades) s'est, par un admirable esprit de sacrifice, efforcé de sauver les uns en prétendant être la principale responsable de l'organisation. N'a cependant, malgré les tortures, refusé de livrer la clef des divers codes qu'elle connaissait. Mérite d'être considérée comme l'une des plus belles figures de la Résistance française. »

### Après-guerre
À peine libérée par les Alliés, elle part en Indochine française au sein des services spéciaux. Elle ne revient qu'en tant que rapatriée sanitaire.
En 1951, elle part aux États-Unis, où elle devient vice-présidente de diverses œuvres de l'ambassade de France, et chef du service des enquêtes de la Chambre de commerce française aux USA.
De 1956 à 1962, elle est volontaire pour l'Algérie, et dirige le service social de la Sûreté Nationale, puis devient haut fonctionnaire au ministère de l'Intérieur, puis de l'Environnement.
Elle décède le 3 décembre 2022 dans le 7e arrondissement de Paris. Le 9 décembre, une cérémonie d’hommage lui est rendue aux Invalides.

## Décorations
- Grand-croix de la Légion d'honneur le 31 décembre 2020[5] ; chevalier du 7 juillet 1946, commandeur du 15 septembre 1958, grand officier du 13 juillet 2009[6],
- Grand-croix de l'ordre national du Mérite le 15 novembre 1997[7] ; grand officier du 6 juillet 1978.
- Croix de guerre 1939–1945, palme de bronze (1 citation à l'ordre de l'Armée)
- Médaille de la Résistance française (décret du 15 octobre 1945)[8]
- Croix du combattant volontaire de la guerre de 1939–1945
- Croix du combattant
- Médaille commémorative des services volontaires dans la France libre
- Médaille de la déportation pour faits de Résistance